# Томас Херен
Томас Герен (нім. Thomas Hoeren; 22 серпня 1961, Дінслакен, Німеччина) — німецький вчений-юрист, що спеціалізується на праві інтелектуальної власності, інформаційному праві, інтернет-праві та медійному праві, доктор наук, професор. 

## Життєпис
З 1980 по 1987 рік Томас Герен вивчав теологію і право в Мюнстері, Тюбінгені та Лондоні. У 1986 році він отримав ступінь ліценціата церковного богослов'я і здав в 1987 році свій перший юридичний державний іспит. У 1989 році захистив у Вестфальському університеті ім. Вільгельма в Мюнстері дисертацію на тему «Ліцензування програмного забезпечення як об'єкта речових прав» і став кандидатом наук. У 1991 році склав другий юридичний державний іспит. У 1994 році отримав ступінь доктора наук, і знову в Мюнстері, на тему «Саморегулювання в банківському та страховому праві», в 1995 році Томас Герен працював професором на юридичному факультеті Університету ім. Генріха Гейне в Дюссельдорфі, де викладав цивільне й міжнародне економічне право. 
З квітня 1996 року Герен є суддею в апеляційному суді Дюссельдорфа. У 1997 році він отримує пропозицію стати головою кафедри інформаційного права та правової інформатики юридичного факультету Вестфальського університету ім. Вільгельма в Мюнстері і одночасно займається дослідженнями в Європейському Центрі Дослідження Інформаційних Систем. Як викладач, він викладає студентам цивільне, економічне, цивільно-процесуальне право та правову інформатику. 
До 1997 року Герен був радником з правових питань при Європейській Комісії, в Юридичній консультативній раді з інформаційних технологій та членом цільової групи з питань інтелектуальної власності Європейської Комісії. Також він є членом науково-консультативної ради DENIC, і членом ради директорів дослідного центру інформаційного права при університеті Сент-Галлена. 
З червня 2000 року Герен працює у Всесвітній організації інтелектуальної власності як член групи експертів з питань доменних імен. Крім того, з 2004 року є членом колегії наукових співробітників в Оксфордському Інтернет Інституті, членом технічного комітету з комунікації при Німецькій Комісії ЮНЕСКО, членом робочої групи «Нові Медіа» конференції ректорів Вищих Навчальних Закладів і членом технічного комітету з авторського права та права видавництв Німецької Асоціації з захисту авторських і патентних прав. З 1997 року Герен очолює Інститут інформаційного, телекомунікаційного та медіа права. 
Одружений, має двох дітей і мешкає в приватному будинку в Штайнфурті.

## Видавнича діяльність
- До 1997 року член редакції журналу «Комп'ютер та Право», співвидавець журналу «Право інформаційних та комунікаційних технологій» та «EDI Правовий Обзор».
- З 1998 року співвидавець журналу «Мультимедіа та Право».
- З травня 2005 року редактор розділу «Інформатика та право» швейцарського юридичного інтернет-журналу «Jusletter».
- З 2007 року член консультативної ради журналу «Комп'ютер і право».
- Редактор освітнього журналу «Ad legendum».

## Вибрані наукові праці
- Інтернет-право
- Публікації професора Хьорена у фондах бібліотеки Вестфальського Університету [Архівовано 8 жовтня 2017 у Wayback Machine.]